# Josefina Robirosa
Josefina Robirosa (Buenos Aires, 26 de mayo de 1932-ibidem, 20 de mayo de 2022) fue una pintora, muralista y dibujante argentina, considerada una de las mujeres más destacadas de la pintura argentina.

## Biografía
Nació en 1932 en el seno de una familia aristocrática y creció en el Palacio Sans Souci de las Lomas de San Isidro.
Estudió pintura con Héctor Basaldúa y Elisabeth von Rendell.
Su primera exhibición individual fue en la Galería Bonino de Buenos Aires en 1957, siguieron ocho muestras por espacio de varios años en la misma galería, luego expuso en las Galerías Rubbers y Ruth Benzacar.
En 1957 formó parte del grupo llamado Siete pintores abstractos formado también por Marta Peluffo, Rómulo Macció, Clorindo Testa, Víctor Chab, Kazuya Sakai y Osvaldo Borda.
Formó parte del grupo de artistas del Instituto Di Tella porteño que revolucionó la percepción artística de la Argentina de los años 60.
Realizó murales en edificios públicos, en dos estaciones de subterráneos en Buenos Aires y en la Estación Argentina  del Metro en París, y sus obras figuran en el Museo Nacional de Bellas Artes de Buenos Aires, Museo de Arte Moderno de Buenos Aires, Museo Genaro Pérez  de Córdoba y Museo de Tres Arroyos en Buenos Aires, Argentina. En la Colección ITT, N.York; Albright Knox, Búfalo, EE. UU.; Neiman Marcus y Chase, Mannhattan, Estados Unidos y Thyssen en Suiza.
En 1997 tuvo una muestra retrospectiva de Pintura en el Museo Nacional de Bellas Artes, Buenos Aires, Argentina y en 2001 en la Sala Cronopio del Centro Cultural Recoleta. 
Durante ocho años fue directora del Fondo Nacional de las Artes y era Miembro Académico Emérito de la Academia Nacional de Bellas Artes.
Tuvo dos hijos de su primer matrimonio, con el sociólogo José Enrique Miguens. El escultor Jorge Michel  fue su segundo marido.

## Premios
2016 - Premio a la Trayectoria Artística en la disciplina de Artes Visuales otorgado por el Fondo Nacional de las Artes.
2012 - Premio Konex Mención Especial a la Trayectoria en Artes Visuales.
2001 - Premio Fundación Banco Ciudad a las Artes Visuales – Mención Honorífica del Jurado: J. Robirosa.
2001 - 90.º Salón Nacional de Artes Visuales – sección Pintura: 2.° Premio.
1968 - Premio Codex de Pintura Latinoamericana - Museo de Bellas Artes.
1967 - 2.° Premio Salón Nacional de Artes Plásticas, Bs. As. Argentina.